# Дэвид, Промис
Про́мис Олувато́би Эммануэ́ль Дэ́вид Акинпе́лу (англ. Promise Oluwatobi Emmanuel Akinpelu; род. 3 июля 2001, Брамптон, Канада), более известный как Промис Дэвид — канадский футболист, нападающий клуба «Юнион» и сборной Канады.

## Клубная карьера
Воспитанник академии «Торонто». В 2016 году стал игроком клуба «Воан Аззурри». В 2019 году его заметил хорватский клуб «Трнье» из Загреба, и он присоединился к их молодёжной команде. 18 сентября 2021 года он подписал контракт с американским клубом «Талса».
В январе 2022 года стал игроком мальтийского клуба «Валлетта». Дебютировал в мальтийской Премьер-лиге в матче против клуба «Флориана», заменив Кайо Энрике на 85-й минуте. Гол Дэвида вывел «Валлетту» в финал Кубка Мальты, где они уступили «Флориане». 20 июня 2022 года перешёл в мальтийский «Сиренс».
13 февраля 2023 года Дэвид подписал контракт с эстонским «Нымме Калью». Во втором сезоне в Мейстрилиге он забил 14 голов и отдал 3 результативные передачи в 16 матчах.
В июле 2024 года Дэвид подписал контракт с бельгийским «Юнионом» на три года с возможностью продления ещё на год. Он дебютировал за клуб 20 июля 2024 года, выйдя на замену во время Суперкубка Бельгии, в котором «Юнион» одержал победу над «Брюгге» со счётом 2:1. Дэвид забил свой первый гол за новый клуб 10 августа в матче против «Вестерло».

## Карьера в сборной
Дэвид родился в Канаде у нигерийских родителей. 22 октября 2022 года он дебютировал за сборную Нигерии до 23 лет в отборочном матче Кубка африканских наций U-23 2023 года против сборной Танзании до 23 лет, который закончился вничью 1:1.
В январе 2025 года, после запросов от Футбольной федерации Нигерии, Дэвид заявил, что он сосредоточен на игре за свою родную страну, Канаду. 21 февраля 2025 года просьба Дэвида о смене подданства Канаде была одобрена ФИФА.

## Достижения
«Юнион»
- Чемпион Бельгии: 2024/25
- Обладатель Суперкубка Бельгии: 2024

## Статистика
| Клуб           | Сезон   | Лига                     | Лига | Лига  | Кубок | Кубок | Континент | Континент | Другое | Другое | Итого | Итого |
| Клуб           | Сезон   | Division                 | Apps | Goals | Apps  | Goals | Apps      | Goals     | Apps   | Goals  | Apps  | Goals |
| -------------- | ------- | ------------------------ | ---- | ----- | ----- | ----- | --------- | --------- | ------ | ------ | ----- | ----- |
| Валлетта       | 2021/22 | Мальтийская Премьер-лига | 9    | 2     | 5     | 2     | —         | —         | —      | —      | 14    | 4     |
| Сиренс         | 2022/23 | Мальтийская Премьер-лига | 7    | 0     | —     | —     | —         | —         | —      | —      | 7     | 0     |
| Нымме Калью II | 2023    | Эсилига Б                | 19   | 22    | —     | —     | —         | —         | —      | —      | 19    | 22    |
| Нымме Калью    | 2023    | Мейстрилига              | 23   | 7     | 3     | 6     | —         | —         | —      | —      | 26    | 13    |
| Нымме Калью    | 2024    | Мейстрилига              | 16   | 14    | 2     | 3     | —         | —         | —      | —      | 18    | 17    |
| Нымме Калью    | Итого   | Итого                    | 39   | 21    | 5     | 9     | —         | —         | —      | —      | 44    | 30    |
| Юнион          | 2024/25 | Бельгийская Про-лига     | 28   | 16    | 3     | 4     | 3         | 1         | 1      | 0      | 35    | 21    |
| Итого          | Итого   | Итого                    | 102  | 61    | 13    | 15    | 3         | 1         | 1      | 0      | 119   | 77    |

1. ↑  Включает в себя Кубок Мальты, Кубок Эстонии и Кубок Бельгии
2. ↑  Один матч в Лиге чемпионов, два матча и один гол в Лиге Европы
3. ↑  Один матч в Суперкубке Бельгии